# Giãn nở tự do

Quá trình giãn nở tự do, trong đó một thể tích khí V_{i} = V_{0} được tăng lên V_{f} = 2V_{0} trong một bình chứa cô lập về nhiệt.

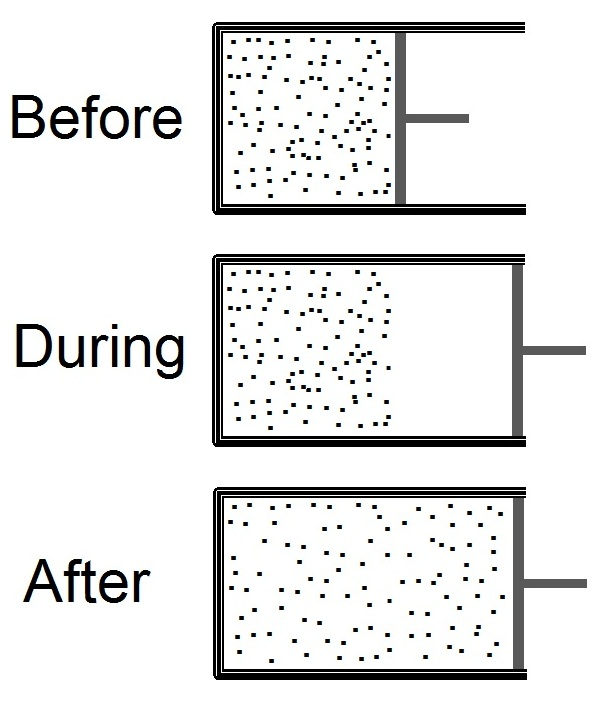
Một quá trình giãn nở tự do của một loại khí trong hình được đạt tới bằng sự dịch chuyển piston ra nhanh hơn vận tốc của phân tử khí nhanh nhất trong vật chứa.

Quá trình giãn nở tự do (cũng được gọi là giãn nở Joule) trong nhiệt động lực học là một quá trình không thuận nghịch trong đó một thể tích khí được giữ ở một phía của vật chứa cô lập về nhiệt (qua một đường nối nhỏ), và phần bên kia của vật chứa được hút chân không. Quá trình bắt đầu khi đường nối hai phía vật chứa được mở và không khí choán đầy toàn bộ vật chứa.